# Joaquim de Deus Nunes
Joaquim de Deus Nunes (? —?) foi um político brasileiro.
Foi eleito, em 3 de outubro de 1954, deputado estadual, pelo PSD, para a 39ª Legislatura da Assembleia Legislativa do Rio Grande do Sul, de 1955 a 1959.